# Pseudepigraaf
Een pseudepigraaf (van het Griekse ψευδής, pseudḗs, "vals" en ἐπιγραφή, epigraphḗ, "naam" of "inscriptie" of "toeschrijving"; samengenomen betekent het dus "vals opschrift of titel" en betekent 'onder een valse naam' of 'geschreven onder een alias') is een geschrift, veelal uit de oudheid, dat ten onrechte aan een ander persoon is toegeschreven dan de eigenlijke auteur. Vaak wordt ermee bedoeld dat het werk is geschreven onder de naam van een gezaghebbende figuur uit het verleden, waarbij het doel van de auteur is om het werk meer aanzien te geven. Het kan ook zijn dat een werk door anderen later is toegeschreven aan een dergelijk gezaghebbend figuur. De aanduiding zegt niets over de inhoud van het werk.

## Hebreeuwse Bijbel
In relatie tot de Hebreeuwse Bijbel zijn pseudepigrafen gewoonlijk Joodse religieuze geschriften die zijn ontstaan tussen ongeveer 200 v.Chr. en 200 na Chr. en niet zijn opgenomen in de canon van de christelijke Bijbel. Deze werken zijn niet allemaal letterlijk pseudepigrafisch, omdat de persoonsnaam in de titel niet altijd de pseudepigrafische auteur aanduidt. Ze worden onderscheiden van de apocriefen van het Oude Testament, omdat die werken in sommige stromingen als canoniek of deuterocanoniek worden beschouwd. Voorbeelden van de pseudepigrafen zijn:
- Apocalyps van Sefanja
- II Baruch[3]
- III Baruch
- Boek van Adam en Eva
- Eerste boek van Henoch[4]
- Tweede boek van Henoch
- Derde boek van Henoch
- Brief van Aristeas
- IV Esra[5]
- Openbaring van Baruch[6]
- Psalmen van Salomo
- De Hemelvaart van Jesaja

## Nieuwe Testament

### Niveaus van authenticiteit
Wetenschappers hebben zeven niveaus van authenticiteit geïdentificeerd waarin documenten die worden toegeschreven aan een bepaalde auteur kunnen worden geplaatst, van authentiek tot regelrechte vervalsing:
1. Letterlijk auteurschap: een kerkleider die een document met eigen hand schreef;
2. Dicteren: een kerkleider die een document woord voor woord dicteerde aan een secretaris;
3. Gedelegeerd auteurschap: een kerkleider die de kernboodschap of bedoeling beschreef aan een discipel of secretaris;
4. Postuum auteurschap: een kerkleider overleed, zijn discipelen voltooiden een werk dat hij wilde schrijven en sturen het rond in zijn naam;
5. Leerling auteurschap: een kerkleider overleed en discipelen die bij leven door hem waren aangesteld om namens hem te spreken, bleven dit doen en schrijven jaren na zijn overlijden werken in zijn naam;
6. Pseudepigrafie als eerbetoon: een kerkleider overleed en bewonderaars wilden hem eren door werken in zijn naam te schrijven, schatplichtig aan zijn invloed en in de oprechte overtuiging dat zij de verantwoordelijke dragers waren van zijn traditie;
7. Vervalsing: een kerkleider had dusdanig veel invloed dat, voor of na zijn overlijden, mensen zijn nalatenschap wilden gebruiken om in werken die zij op zijn naam schreven, eigen ideeën te propageren.

### Canonieke pseudepigrafen
Het merendeel van de werken in de canon van het Nieuwe Testament is pseudepigrafisch. Zo noemen de vier evangeliën geen auteur en zijn ze in de eeuwen na hun ontstaan toegeschreven aan de "evangelisten" Matteüs, Marcus, Lucas en Johannes.
Van de helft van de veertien brieven van Paulus in het Nieuwe Testament die traditioneel aan de apostel Paulus worden toegeschreven, wordt Paulus' auteurschap betwist.
Ook van de zogenoemde "katholieke brieven" of "algemene brieven" wordt over het algemeen aangenomen dat ze pseudepigrafisch zijn:
- Brief van Jakobus - noemt Jakobus als auteur, traditioneel beschouwd als Jakobus de Rechtvaardige
- Eerste brief van Petrus - noemt Petrus als auteur
- Tweede brief van Petrus - noemt Petrus als auteur
- Eerste brief van Johannes - noemt geen auteur of afzender
- Tweede brief van Johannes - noemt geen auteur of afzender
- Derde brief van Johannes - noemt geen auteur of afzender
- Brief van Judas - noemt "Judas, dienaar van Jezus Christus en broer van Jakobus" als auteur, traditioneel beschouwd als Judas Taddeüs

Ook van de Openbaring van Johannes wordt over het algemeen aangenomen dat het pseudepigrafisch is. Het boek noemt "Johannes, uw broeder" als auteur, traditioneel beschouwd als de apostel Johannes.
Op grond van de inhoudelijke en stilistische kenmerken overwoog reformator Johannes Calvijn in zijn commentaar op 2 Petrus dat niet Petrus zelf, maar een leerling van hem de brief onder zijn naam zou kunnen hebben geschreven, hoewel hij meende dat vervalsingen 'een dienstknecht van Christus onwaardig' zijn. In zijn navolging hebben gereformeerde theologen geworsteld met enerzijds de mogelijkheid dat 2 Petrus een pseudepigraaf is en anderzijds hoe het mogelijk is dat een geschrift onder een valse naam in de Bijbelse canon terecht is gekomen, aangezien de Schrift als onfeilbaar wordt gezien. Henk van den Belt (2007) opperde: 'De gereformeerde visie op het gezag van de Schrift sluit pseudepigrafie niet categorisch uit, maar de grenzen van de geloofwaardigheid van de Schrift worden wel spoedig bereikt. Wie pseudepigrafie in de canon accepteert, moet aannemen dat een onbekende auteur door de Geest geïnspireerd was om onder een pseudoniem te schrijven.'

### Apocriefe pseudepigrafen
Er zijn ook pseudepigrafen uit de periode 100 tot 300 na Chr. Deze worden meestal juist aangeduid met de term apocriefen van het Nieuwe Testament. Voorbeelden hiervan zijn:
- Brief van Barnabas[12]
- Evangelie naar Judas
- Kindheidsevangelie van Thomas
- Evangelie van Jozef de Timmerman
- Evangelie van Maria Magdalena
- Evangelie van Maria's geboorte
- Evangelie van Nikodemus
- Evangelie van Petrus
- Evangelie van Thomas
- Handelingen van Andreas[13]
- Handelingen van Johannes[14]
- Handelingen van Paulus
- Handelingen van Petrus[15]
- Handelingen van Thomas
- Oden van Salomo[16]
- Openbaring van Paulus
- Openbaring van Petrus[17]
- Openbaring van Stéfanus
- Openbaring van Thomas
- Verkondiging van Petrus

## Kerkvaders
Er zijn ook veel werken geschreven in naam van kerkvaders. De auteur(s) van die werken worden vaak aangeduid met 'Pseudo-' voor de naam van de persoon in wiens naam het werk is geschreven, zoals Pseudo-Ignatius, Pseudo-Hippolytus, Pseudo-Dionysius, Pseudo-Tertullianus, etc. In sommige gevallen wordt een specifiek werk met 'Pseudo-' aangeduid, zoals de Pseudo-Clementijnse roman.

## Filosofie
Het gebruik om werken met 'Pseudo-' aan te duiden als de werkelijke auteur onbekend is, heeft ook ingang gevonden in de filosofie, zoals bij Pseudo-Aristoteles, Pseudo-Longinus en Pseudo-Plutarchus. In sommige gevallen is het werk niet toegeschreven aan de auteur waarnaar de 'Pseudo-' verwijst, maar behoort het tot de stroming waartoe deze wordt gerekend.